# 屈特儉
屈特儉（1933年1月28日—），加拿大卑詩省政治人物，卑詩社會信用黨籍。1933年生於安大略省多倫多。1975至1987年任卑詩省省議員，期間擔任卑詩省農業及食物廳長（1976年10月至1978年12月及1979年6月至1982年8月）、能源、礦業及石油資源廳長（1978年12月至1979年11月）、消費者及企業事務廳長（1982年8月至1986年2月）、教育廳長（1986年2至8月）、農業及漁業廳長（1986年8月至11月）。退休後反對2009年卑詩省選舉改革公投。